# Liniez

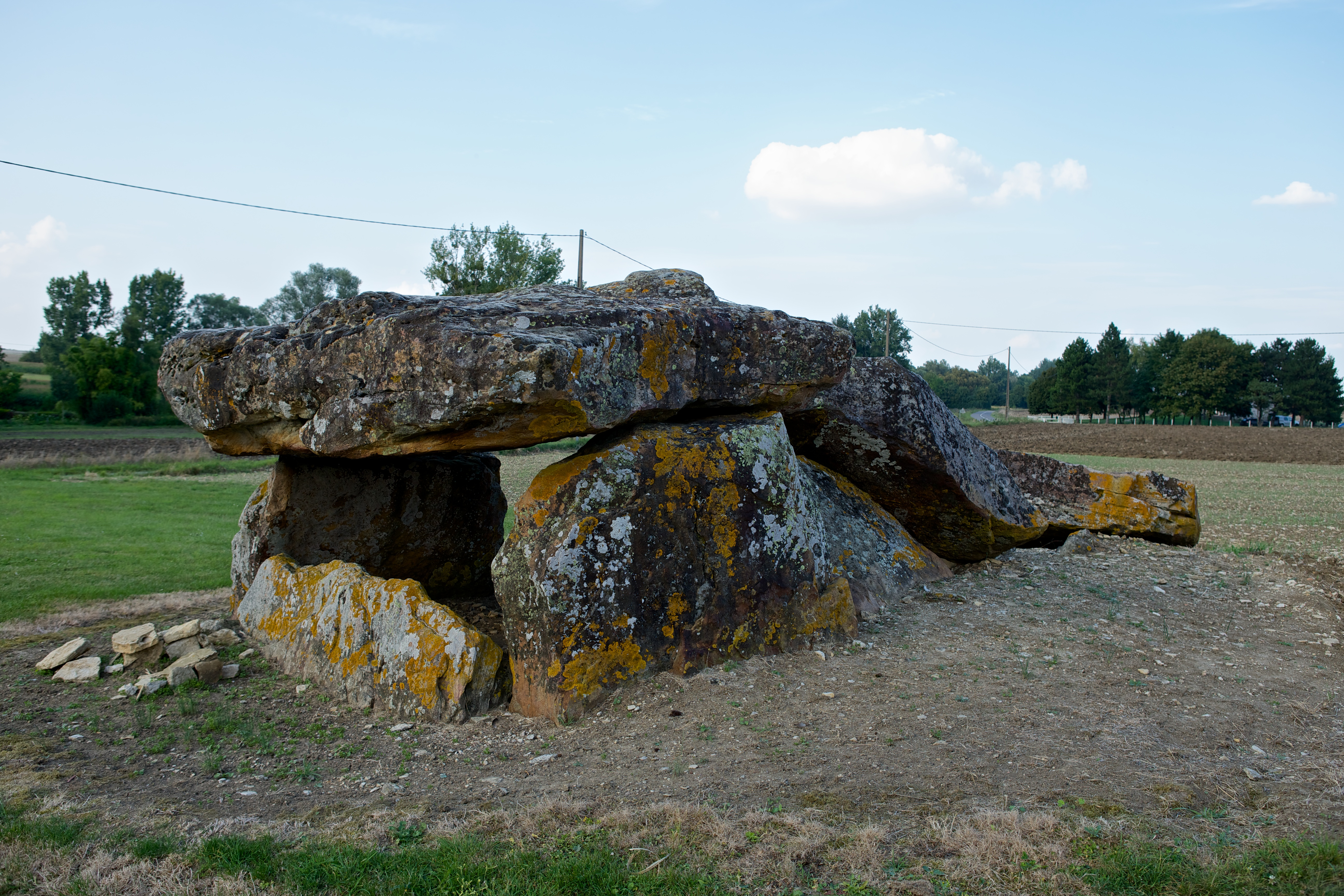
Dolmen

Liniez is een gemeente in het Franse departement Indre (regio Centre-Val de Loire) en telt 308 inwoners (2004). De plaats maakt deel uit van het arrondissement Issoudun.

## Geografie
De oppervlakte van Liniez bedraagt 26,1 km², de bevolkingsdichtheid is 11,8 inwoners per km².
De onderstaande kaart toont de ligging van Liniez met de belangrijkste infrastructuur en aangrenzende gemeenten.

## Demografie
Onderstaande figuur toont het verloop van het inwonertal (bron: INSEE-tellingen).